# جوائز الفيفا للأفضل كرويا 2024
جوائز الفيفا للأفضل كرويًا 2024 هو الحفل التاسع لجائزة الأفضل المقدمة من طرف الفيفا. سيقام الحفل في 17 ديسمبر 2024. تم الإعلان عن المرشحين لجميع الفئات في 28 نوفمبر 2024.

## المرشحون

### جائزة الفيفا لأفضل لاعب
تم اختيار أحد عشر لاعباً في القائمة الأولية في 28 نوفمبر 2024. سيتم الكشف عن المرشحين الثلاثة النهائيين في 17 ديسمبر 2024.
معايير الاختيار للاعبي ومدربي الرجال كانت على أساس الإنجازات التي حققوها خلال الفترة من 21 أغسطس 2023 إلى 10 أغسطس 2024.
فاز فينيسيوس جونيور بالجائزة برصيد 48 نقطة.
| الترتيب          | اللاعب            | الأندية                         | المنتخب          | النقاط           |
| القائمة النهائية | القائمة النهائية  | القائمة النهائية                | القائمة النهائية | القائمة النهائية |
| ---------------- | ----------------- | ------------------------------- | ---------------- | ---------------- |
| 1                | فينيسيوس جونيور   | ريال مدريد                      | البرازيل         | 48               |
| 2                | رودري             | مانشستر سيتي                    | إسبانيا          | 43               |
| 3                | جود بيلينغهام     | ريال مدريد                      | إنجلترا          | 37               |
| بقية المرشحين    |                   |                                 |                  |                  |
| 4                | داني كارفاخال     | ريال مدريد                      | إسبانيا          | 31               |
| 5                | لامين يامال       | برشلونة                         | إسبانيا          | 30               |
| 6                | ليونيل ميسي       | إنتر ميامي                      | الأرجنتين        | 25               |
| 7                | توني كروس         | ريال مدريد (اعتزال)             | ألمانيا          | 18               |
| 8                | إيرلينغ هالاند    | مانشستر سيتي                    | النرويج          | 18               |
| 9                | كيليان مبابي      | - باريس سان جيرمان - ريال مدريد | فرنسا            | 14               |
| 10               | فلوريان فيرتز     | باير ليفركوزن                   | ألمانيا          | 8                |
| 11               | فيديريكو فالفيردي | ريال مدريد                      | الأوروغواي       | 4                |

### جائزة الفيفا لأفضل حارس
تم اختيار سبعة لاعبين في القائمة الأولية في 27 نوفمبر 2024.
معايير الاختيار للاعبين والمدربين الرجال هي: الإنجازات التي حققها كل منهم خلال الفترة من 21 أغسطس 2023 إلى 10 أغسطس 2024.
فاز إيميليانو مارتينيز بالجائزة برصيد 26 نقطة.
| الترتيب          | اللاعب             | الأندية          | المنتخب          | النقاط           |
| القائمة النهائية | القائمة النهائية   | القائمة النهائية | القائمة النهائية | القائمة النهائية |
| ---------------- | ------------------ | ---------------- | ---------------- | ---------------- |
| 1                | إيميليانو مارتينيز | أستون فيلا       | الأرجنتين        | 26               |
| 2                | إيدرسون            | مانشستر سيتي     | البرازيل         | 16               |
| 3                | أوناي سيمون        | أثلتيك بلباو     | إسبانيا          | 13               |
| بقية المرشحين    |                    |                  |                  |                  |
| 4                | أندري لونين        | ريال مدريد       | أوكرانيا         | 11               |
| 5                | دافيد رايا         | أرسنال           | إسبانيا          | 5                |
| 6                | جانلويجي دوناروما  | باريس سان جيرمان | إيطاليا          | 1                |
| 7                | مايك ماينان        | ميلان            | فرنسا            | 0                |

### جائزة الفيفا لأفضل مدرب
تم اختيار خمسة مدربين في القائمة الأولية في 28 نوفمبر 2024.
معايير الاختيار للاعبين والمدربين الرجال هي: الإنجازات التي حققوها خلال الفترة من 21 أغسطس 2023 إلى 10 أغسطس 2024.
وحصل كارلو أنشيلوتي على الجائزة برصيد 26 نقطة.
| الترتيب          | المدرب            | الفرق            | النقاط           |                  |
| القائمة النهائية | القائمة النهائية  | القائمة النهائية | القائمة النهائية | القائمة النهائية |
| ---------------- | ----------------- | ---------------- | ---------------- | ---------------- |
| 1                | كارلو أنشيلوتي    | ريال مدريد       | 26               |                  |
| 2                | تشابي ألونسو      | باير ليفركوزن    | 22               |                  |
| 3                | بيب غوارديولا     | مانشستر سيتي     | 10               |                  |
| بقية المرشحين    |                   |                  |                  |                  |
| 4                | لويس دي لا فوينتي | إسبانيا          | 9                |                  |
| 5                | ليونيل سكالوني    | الأرجنتين        | 5                |                  |